# Pardinho (cantor)
Antonio Henrique de Lima, conhecido como Pardinho (São Carlos, 14 de agosto de 1932 — Sorocaba, 2 de junho de 2001), foi um cantor brasileiro, famoso por ter formado, com Tião Carreiro, a dupla Tião Carreiro & Pardinho.

## Carreira
Pardinho nasceu em São Carlos na Fazenda São Joaquim. Logo depois, se mudou para a Fazenda Figueira Branca. "Na época da colheita do café havia muita festa e na fazenda Figueira Branca meu pai ganhou um cavaquinho, com 12 anos mais ou menos", contou Carlos Henrique, seu filho.
Antonio começou cantando com o nome de Miranda e formou uma dupla com Zé Carreiro (da dupla Zé Carreiro & Carreirinho) em 1956, para concorrer a um concurso para violeiros lançado pela Rádio Tupi. A dupla ganhou o prêmio com o cururu “Canoeiro”. A partir daí, Antonio Henrique adotou o pseudônimo de Pardinho e começou a criar seus próprios sucessos. Pardinho fez sucesso com o companheiro Tião Carreiro com a dupla Tião Carreiro & Pardinho. A discografia de Pardinho e Tião Carreiro soma mais de 45 discos, encontrados facilmente em qualquer loja de discos do Brasil. Pardinho também cantou com outros parceiros, como Zé Carreiro (Lúcio Rodrigues de Souza), Peão Carreiro (Manoel Nunes Pereira), João Mulato (Wilson Leôncio de Melo) e Pardal (Gonçalo Gonçalves), com o qual gravou 7 discos, incluindo o disco "4 Azes", no qual também participam Tião Carreiro e Paraíso. Se destacam entre as suas músicas a trilogia do "Menino da Tábua", que conta a história de um menino que só bebia leite e água em cima de uma tábua onde  vivia e suas continuações, que fala de seus milagres depois da morte. Pardinho e Pardal também gravaram a música "O Poder da Viola", que conta a história de uma menina que recebeu várias picadas de aranha enquanto dormia e se salvou depois de ser benzida à toque de viola. A dupla gravou também a música "Sertão do Virador", de Zé Fortuna e Pitangueira, com o nome de "O Poder da Fé", no disco "O Poder da Viola" (1980).
Embora tenha se mudado muito jovem de São Carlos, entre 13 e 14 anos, Pardinho sempre visitava a cidade no dia 15 de agosto, pois era devoto de Nossa Senhora Aparecida da Babilônia. Em janeiro de 1963, casou-se com Lucília Pires de Lima, e o casal passou a lua-de-mel no município. Tiveram dois filhos, Carlos Henrique e Rosângela Aparecida de Lima, que lhes deram duas netas, Lívia e Daniele de Lima.
Pardinho estava internado no Hospital Leonor Mendes de Barros, em Sorocaba, com hipertensão e sofreu um derrame cerebral. Poucos dias depois, Pardinho entrou em coma, com morte cerebral decretada pelos médicos, e faleceu em consequência de uma parada respiratória. Foi sepultado em Piedade (São Paulo).

## Homenagem
Na noite de 14 de agosto de 2007, dia em que completaria 75 anos, Antonio Henrique de Lima, o músico Pardinho, foi homenageado com a inauguração de um parque que leva seu nome. Um show com apresentações de 15 duplas de viola e do músico Mazinho Quevedo ao lado de Carlos Henrique, filho de Pardinho, com apoio da EPTV Central marcou o evento. São-carlense, Pardinho é reconhecido como um dos maiores músicos do país.
No parque, localizado no início da serra do Cidade Aracy, no bairro Monte Carlo, possuindo 15 mil m², foi erguido um monumento em homenagem ao músico, projetado e confeccionado pela cenógrafa Sueli Russo Paes de Barros, chefe da Divisão de Teatro da Prefeitura do município.

## Discografia
- 1958 Zé Carreiro e Pardinho - Zé Carreiro e Pardinho
- 1961 Rei do Gado - Tião Carreiro e Pardinho
- 1961 Pagode em Brasilia -Tião Carreiro e Pardinho
- 1963 Casinha da Serra - Tião Carreiro e Pardinho
- 1964 Linha de Frente - Tião Carreiro e Pardinho
- 1964 Repertório de Ouro - Tião Carreiro e Pardinho
- 1965 Os Reis do Pagode - Tião Carreiro e Pardinho
- 1966 Boi Soberano - Tião Carreiro e Pardinho
- 1967 Pagode na Praça - Tião Carreiro e Pardinho
- 1967 Os Grandes Sucessos de Tião Carreiro e Pardinho
- 1967 Rancho dos Ipês - Tião Carreiro e Pardinho
- 1968 Encantos da Natureza - Tião Carreiro e Pardinho
- 1968 Tião Carreiro e Pardinho e Seus Grandes Sucessos
- 1969 Em Tempo de Avanço - Tião Carreiro e Pardinho
- 1970 Sertão em Festa - Tião Carreiro e Pardinho
- 1970 Show - Tião Carreiro e Pardinho
- 1970 A Força do Perdão - Tião Carreiro e Pardinho
- 1971 Abrindo Caminho - Tião Carreiro e Pardinho
- 1972 Hoje Eu Não Posso Ir - Tião Carreiro e Pardinho
- 1973 Sucessos de Tião Carreiro e Pardinho
- 1973 Viola Cabocla - Tião Carreiro e Pardinho
- 1973 A Caminho do Sol - Tião Carreiro e Pardinho
- 1974 Modas de Viola Classe "A" - Tião Carreiro e Pardinho
- 1974 Esquina da Saudade - Tião Carreiro e Pardinho
- 1974 Tangos em Dueto - Tião Carreiro e Pardinho
- 1975 Modas de Viola Classe "A" - Volume 2 - Tião Carreiro e Pardinho
- 1975 Duelo de Amor - Tião Carreiro e Pardinho
- 1976 Rio de Pranto - Tião Carreiro e Pardinho
- 1976 Os Grandes Sucessos de Tião Carreiro e Pardinho - Volume 2
- 1976 É Isto que o Povo Quer - Tião Carreiro em solos de viola caipira
- 1977 Pagodes - Tião Carreiro e Pardinho
- 1977 Rancho do Vale - Tião Carreiro e Pardinho
- 1978 Terra Roxa - Tião Carreiro e Pardinho
- 1978 O Menino da Tábua - Pardinho e Pardal
- 1979 Disco de Ouro - Tião Carreiro e Pardinho
- 1979 Golpe de Mestre - Tião Carreiro e Pardinho
- 1979 Pagodes - Volume 2 - Tião Carreiro e Pardinho
- 1979 Tião Carreiro em Solo de Viola Caipira
- 1979 Os Milagres do Menino da Tábua - Pardinho e Pardal
- 1980 A Capela do Menino da Tábua - Pardinho e Pardal
- 1980 O Poder da Viola - Pardinho e Pardal
- 1981 Volume 5 - Pardinho e Pardal
- 1981 4 Azes - Tião Carreiro & Paraíso e Pardinho & Pardal
- 1981 Modas de Viola Classe "A" - Volume 3 - Tião Carreiro e Pardinho
- 1982 Mourão da Despedida - Pardinho e Pardal
- 1982 Navalha Na Carne - Tião Carreiro e Pardinho
- 1983 No Som da Viola - Tião Carreiro e Pardinho
- 1984 Modas de Viola Classe "A" - Volume 4 - Tião Carreiro e Pardinho
- 1985 Felicidade - Tião Carreiro e Pardinho
- 1986 Estrela de Ouro - Tião Carreiro e Pardinho
- 1988 A Majestade "O Pagode" - Tião Carreiro e Pardinho
- 1992 Amor Que Não Morreu - João Mulato e Pardinho
- 1993 Viola é Luar - João Mulato e Pardinho
- 1994 Som da Terra - Tião Carreiro e Pardinho
- 1994 Som da Terra - Tião Carreiro e Pardinho - Volume 2 - Pagodes
- 1994 Som da Terra - Tião Carreiro e Pardinho - Volume 3 - Modas de Viola
- 1994 Janela da Vida - João Mulato e Pardinho
- 1996 Saudades de Tião Carreiro - Diversas Duplas
- 1996 Peão de Rodeio - João Mulato e Pardinho
- 1998 Sucessos de Ouro de Tião Carreiro e Pardinho - As Românticas
- 1999 Popularidade - Tião Carreiro e Pardinho
- 2001 Warner 25 anos - Tião Carreiro e Pardinho
- 2003 Os Gigantes - Tião Carreiro e Pardinho
- 2006 Warner 30 anos - Tião Carreiro e Pardinho